# Pesante
Pesante (do italiano pesante, "pesado") é o timbre mais pesado de todos os sopranos com notas graves de um mezzo-contralto e super agudas de um mezzo-soprano dramático. O único soprano com características diferente, quase considerado um novo tipo de mezzo-soprano, as notas do soprano spinto são faceis e sem desgastamento da cantora.